# 100
| 100                |
| ------------------ |
| Dødsfald - Fødsler |
|                    |

| Gregoriansk kalender | 100 C                   |
| Ab urbe condita      | 853                     |
| Armensk kalender     | I/T                     |
| Kinesiske kalender   | 2796 – 2797 己亥 – 庚子 |
| Etiopisk kalender    | 92 – 93                 |
| Jødisk kalender      | 3860 – 3861             |
| Hindukalendere       |                         |
| - Vikram Samvat      | 155 – 156               |
| - Shaka Samvat       | 22 – 23                 |
| - Kali Yuga          | 3201 – 3202             |
| Iransk kalender      | 522 BP – 521 BP         |
| Islamisk kalender    | 538 BH – 537 BH         |

|  | Denne artikel er om årstallet. Se 100 (tal) for tallet 100, og 100 (EP) for EP'en af Lord Siva. |

## Begivenheder
- Plinius den yngre bliver consul i Rom
- Hadrian bliver gift med Vibia Sabina
- Trajan grundlægger kolonibyen Timgad i Nordafrika

## Født
- Justinus Martyr, forfatter, martyr og helgen (død ca. 165)
- Ptolemæus, græsk videnskabsmand (død ca. 170)

## Dødsfald
- Josefus, jødisk historiker (født 37/38)